# Princeton (Indiana)
Princeton – miasto w Stanach Zjednoczonych, w stanie Indiana, siedziba administracyjna hrabstwa Gibson.
18 marca 1925 roku, miasto zostało znacznie zniszczone przez największe w historii USA tornado, które spowodowało śmierć 44 osób.